# Brendan O'Brien
Brendan O'Brien (Atlanta, 7 juli 1950) is een Amerikaanse muziekproducer. Ook was hij in de jaren 80 kortstondig lid van de rockband Georgia Satellites. O'Brien heeft zich in de jaren 90 gemanifesteerd als een van de belangrijkste rockproducers in de muziekindustrie. Hij heeft onder andere samengewerkt met Bob Dylan, Pearl Jam, Red Hot Chili Peppers, Aerosmith, Limp Bizkit, KoЯn, Mastodon, The Offspring en Rage Against the Machine.

## Geproduceerde albums
- Doug - The Coolies (1988)
- Truth in a Structured Form - Atlanta Rhythm Section (1989) (Associate producer)
- You - Uncle Green (1990)
- The Big House of Time - Anne Richmond Boston (1990)
- Undertown - Right as Rain (1990)
- What an Experiment His Head Was - Uncle Green (1991)
- Love Songs for the Hearing Impaired - Dan Baird (1991)
- Stop! Look & Listen - Right as Rain (1991)
- Follow for Now - Follow for Now (1991)
- Johnny Law - Johnny Law (1991)
- Core - Stone Temple Pilots (1992)
- Book of Bad Thoughts - Uncle Green (1992)
- Jackyl - Jackyl (1992)
- Let It Rock: The Best of the Georgia Satellites (1993)
- Vs. - Pearl Jam (1993)
- Dynamite Monster Boogie Concert - Raging Slab (1993)
- Bob Dylan's Greatest Hits Volume 3 - Bob Dylan (1993)
- Dogman - King's X (1994)
- Necktie Second - Pete Droge (1994)
- Purple - Stone Temple Pilots (1994)
- Vulture - 3 lb. thrill (1994)
- Vitalogy - Pearl Jam (1994)
- 100% Fun - Matthew Sweet (1995)
- Vulture - 3 lb. Thrill (1995)
- Deadly Nightshade - The Deadly Nightshades (1995)
- Mirror Ball - Neil Young met Pearl Jam (1995)
- Point - Ernie Dale (1995)
- Unshaven: Live at Smith's Olde Bar - Billy Joe Shaver (1995)
- Buffalo Nickel - Dan Baird (1996)
- Eventually - Paul Westerberg (1996)
- Evil Empire - Rage Against the Machine (1996)
- Find a Door - Pete Droge and the Sinners (1996)
- No Code - Pearl Jam (1996)
- Tiny Music... Songs from the Vatican Gift Shop - Stone Temple Pilots (1996)
- Blue Sky on Mars - Matthew Sweet (1997)
- Resigned - Michael Penn (1997)
- Spacey & Shakin' - Pete Droge (1997)
- Yield - Pearl Jam (1998)
- Dangerman - Dangerman (1998)
- Significant Other - Limp Bizkit (1999)
- No. 4 - Stone Temple Pilots (1999)
- Issues - KoЯn (1999)
- The Battle of Los Angeles - Rage Against the Machine (1999)
- Renegades - Rage Against the Machine (2000)
- Bachelor No. 2 - Aimee Mann (2000)
- Conspiracy Of One - The Offspring (2000)
- Shangri-La Dee Da - Stone Temple Pilots (2001)
- Drops of Jupiter - Train (2001)
- Tragic Show - Brand New Immortals (2001)
- Waste of Skin - Spike 1000 (2001)
- The Flying Tigers - Flying Tigers (2002)
- Future Shock - Sinisstar (2002)
- Jinx - Quarashi (2002)
- Great Ocean Road - Ether (2002)
- lovehatetragedy - Papa Roach (2002)
- The Rising - Bruce Springsteen (2002)
- My Private Nation - Train (2003)
- Splinter - The Offspring (2003)
- The Thorns - The Thorns (2003)
- Alive at Red Rocks - Incubus (2004)
- A Crow Left of the Murder - Incubus (2004)
- Drive - Graham Colton Band (2004)
- Welcome to the North - The Music (2004)
- Devils and Dust - Bruce Springsteen (2005)
- Rebel, Sweetheart - The Wallflowers (2005)
- All the Stars and Boulevards - Augustana (2005)
- Shine - Trey Anastasio (2005)
- For Me, It's You - Train (2006)
- Revelations - Audioslave (2006)
- The Sun and the Moon - The Bravery (2006)
- Light Grenades - Incubus (2006)

power up 2020 ac/dc
E Street Band: Bruce Springsteen · Roy Bittan · Nils Lofgren · Patti Scialfa · Garry Tallent · Steven Van Zandt · Max Weinberg
Jake Clemons · Charles Giordano · Soozie Tyrell
Voormalige leden: Ernest Carter · Clarence Clemons · Danny Federici · Vini Lopez · David Sancious
Voormalige tourmuzikanten:
Everett Bradley · Barry Danielian · Clark Gayton · Curtis King · Suki Lahav · Ed Manion · The Miami Horns · Cindy Mizelle · Michelle Moore · Tom Morello · Curt Ramm · Jay Weinberg